# Alejandro Gaviria

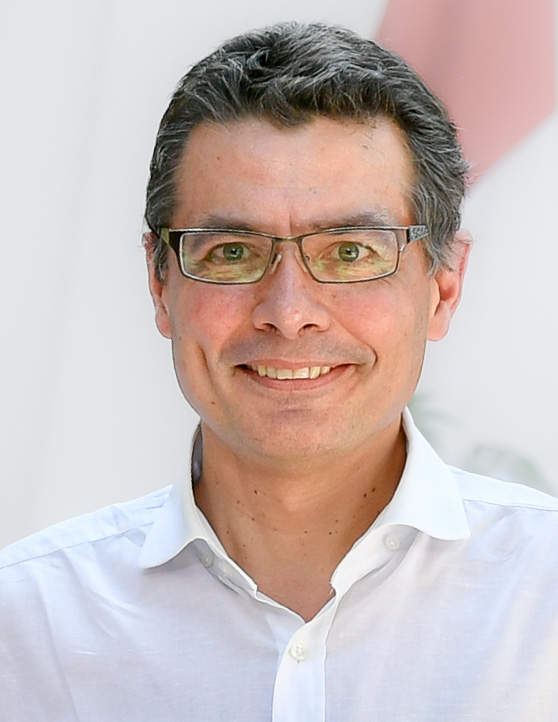
Imagem de Alejandro Gaviria vice-diretor do Ministério do Planejamento da Colômbia.

Alejandro Gaviria é vice-diretor do Ministério do Planejamento da Colômbia. Foi membro da Fedesarrollo, principal instituição de pesquisa de políticas públicas da Colômbia, e pesquisador do Banco Interamericano de Desenvolvimento." Ele "escreveu sobre temas sociais e institucionais. Suas publicações mais recentes incluem artigos de jornal sobre crime e fraude, mobilidade social e corrupção, bem como um livro sobre a política educacional da Colômbia. É doutor pela Universidade da Califórnia, câmpus de San Diego."